# Musica leggera (Pacifico)
Musica Leggera è il secondo album in studio di Pacifico.
Sia testi che musiche sono di Gino de Crescenzo (Pacifico); in questo album vi è la presenza di Ivano Fossati nella canzone A poche ore.

## Tracce
1. Musica Leggera - 3:52
2. Sangue fiume caldo - 4:07
3. Solo un sogno - 3:19
4. Per non rimanere - 4:14
5. A poche ore - 3:59
6. Una luce - 4:27
7. Come un fuoco lento - 4:52
8. La fuga - 3:58
9. Cent'anni almeno - 2:04
10. King Kong (la minaccia e il pericolo) - 4:15
11. Liberi gli occhi - 4:48
12. Un solo tempo - 4:30
13. Ricomincia ogni giorno - 4:12
14. Io e il mio cane - 12:12

- In realtà il brano Io e il mio cane dura 3:30. Seguono 2 minuti e mezzo di silenzio (3:30 - 6:00), dopodiché da 6:00 a 12:12 è presente una ghost track a  stile rap senza titolo, che include anche alcune voci registrate.

## Formazione
- Pacifico – voce, chitarra, programmazione, tastiera, pianoforte
- Alberto Fabris – basso
- Paolo Gozzetti – batteria elettronica, programmazione
- Paolo Iafelice – basso, programmazione
- Alberto Tafuri – pianoforte, Fender Rhodes
- Camillo Bellinato – basso
- Sergio Carnevale – batteria
- Vittorio Cosma – pianoforte
- Flavio Zanon – basso
- Michael Leonhart – tromba

Direttore D'orchestra : Paolo Jannacci